# Тонами
Тона́ми (яп. 砺波市 Тонами-си) — город, расположенный в префектуре Тояма, Япония. Площадь города составляет 126,96 км², население — 48 973 человека (1 июля 2014), плотность населения — 385,74 чел./км².
Город основан 1 апреля 1954 года.